# Cecilie Bøcker Rosling
Cecilie Lehmann Rosling (født 1991) er en dansk skuespillerinde, der bl.a. er kendt fra ungdomsserien Julie og tv-serien Sommer. Gift med den danske DJ, Frederick Lehmann.[kilde mangler]